# Midnight Marauders
Midnight Marauders är hiphopgruppen A Tribe Called Quests tredje studioalbum som släpptes 9 november 1993 av Jive Records. Albumet bygger på ett koncept med en automatisk guide-röst (Midnight Marauders Tour Guide), spelad av Laurel Dann, som pratar i början och mellan låtarna. Albumet blev en kritikermässig och kommersiell succé när den kom.

## Låtlista
1. "Midnight Marauders Tour Guide" — 0:45
2. "Steve Biko (Stir It Up)" — 3:11
3. "Award Tour" (med Trugoy) — 3:46
4. "8 Million Stories" — 4:22
5. "Sucka Nigga" — 4:04
6. "Midnight" (med Raphael Saadiq) — 4:25
7. "We Can Get Down" — 4:19
8. "Electric Relaxation" — 4:03
9. "Clap Your Hands" — 3:16
10. "Oh My God" (med Busta Rhymes) — 3:30
11. "Keep It Rollin'" (med Large Professor) — 3:06
12. "The Chase, Part II" (med Consequence) — 4:02
13. "Lyrics to Go" — 4:09
14. "God Lives Through" — 4:15